# Список Героев Советского Союза (Калужская область)

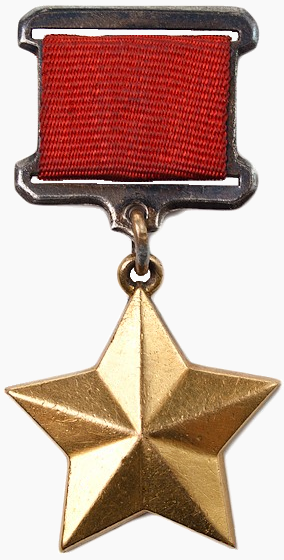
Медаль «Золотая Звезда» — вручалась Героям Советского Союза

Список Героев Советского Союза родившихся и/или живших в Калужской области.

## А
- Авдошкин, Семён Егорович (1918—1963)
- Агафонов, Фрол Егорович (1905—1998)
- Алёшин, Андрей Васильевич (1905—1974)
- Алпатов, Николай Савельевич (1924—1962)
- Амелин, Георгий Иванович (1921—2011)
- Анисимов, Пётр Семёнович (1917—1995)
- Артамонов, Фёдор Владимирович (1906—1944)
- Астахов, Иван Иванович (1915—1984)

## Б
- Батуков, Михаил Сергеевич (1919—2008)
- Безобразов, Григорий Иванович (1919—1944)
- Белов, Алексей Иванович (1912—1976)
- Беломутов, Григорий Тихонович (1910—1943)
- Беляев, Борис Владимирович (1917—1945)
- Беляев, Владимир Александрович (1914—1947)
- Билибин, Кузьма Яковлевич (1908—1937)
- Бобров, Фёдор Александрович (1898—1944)
- Бочков, Иван Васильевич (1915—1943)
- Буздалин, Семён Григорьевич (1924—1944)
- Бузиков, Фёдор Петрович (1920—1944)
- Буканов, Иван Александрович (1918—1943)
- Бычков, Николай Васильевич (1924—1962)

## В
- Васильков, Иван Васильевич (1904—1965)
- Верников, Яков Ильич (1920—1993)
- Витин, Владимир Карпович (1915—1942)
- Власов, Андрей Яковлевич (1913—1982)

## Г
- Гасников, Михаил Иванович (1920—1989)
- Глаголев, Василий Васильевич (1896—1947)
- Головкин, Василий Степанович (1921—1945)
- Голоско, Анисим Михайлович (1900—1955)
- Гребенюк, Евтей Моисеевич (1900—1944)
- Гурьянов, Михаил Алексеевич (1903—1941)
- Гуськов, Гавриил Гаврилович (1923—1943)
- Гущин, Борис Петрович (1919—1991)

## Д
- Дегтярёв, Александр Ильич (1918—1943)
- Демёхин, Андрей Васильевич (1921—1946)
- Дайдоев, Иван Тимофеевич (1923—2008)
- Долгов, Григорий Афанасьевич (1903—1944)
- Душкин, Иван Иванович (1905—1976)

## Е
- Егоров, Михаил Артёмович (1916—1964)
- Елдышев, Анатолий Алексеевич (1922—1943)
- Ермаков, Фрол Андреевич (1915—1943)
- Ефимцев, Николай Михайлович (1915—1943)
- Ефремов, Иван Илларионович (1921—1993)

## Ж
- Живов, Анатолий Павлович (1925—1944)
- Жмакин, Василий Павлович (1898—1963)
- Жуков, Василий Фролович (1914—1944)
- Жуков, Георгий Константинович (1896—1974)

## З
- Замулаев, Михаил Афанасьевич (1924—1944)
- Засорин, Иван Михайлович (1913—1981)
- Земсков, Михаил Яковлевич (1915—1944)
- Зимин, Георгий Васильевич (1912—1997)
- Знаменский, Валериан Сергеевич (1903—1988)
- Зюльков, Пётр Маркович (1924—1944)

## И
- Иванцов, Василий Никитович (1919—1990)
- Ивашуров, Сергей Тимофеевич (1914—1972)

## К
- Калёнов, Николай Акимович (1920—1997)
- Кардашин, Алексей Владимирович (1921—1984)
- Карпов, Александр Терентьевич (1917—1944)
- Картошкин, Аркадий Николаевич (1925—1945)
- Качурин, Иван Андреевич (1909—1982)
- Киреев, Николай Архипович (1922—1944)
- Кондруцкий, Алексей Иванович (1913—1983)
- Коняхин, Иван Иванович (1921—1988)
- Корнеев, Иван Александрович (1907—1945)
- Костиков, Юрий Николаевич (1927—1945)
- Кохов, Николай Степанович (1919—1980)
- Куракин, Николай Семёнович (1915—1943)

## Л
- Лакеев, Иван Алексеевич (1908—1990)
- Лапшенков, Семён Васильевич (1913—1943)
- Латышев, Владимир Фёдорович (1923—1943)
- Лахтин, Борис Александрович (1920—1987)
- Локтионов, Афанасий Иванович (1919—1999)
- Луканин, Дмитрий Ефимович (1901—1961)
- Луканин, Яков Ефимович (1901—1951)

## М
- Макридов, Николай Афанасьевич (1920—1994)
- Манакин, Михаил Фёдорович (1924—2009)
- Меренков, Пётр Иванович (1914—1985)
- Мигунов, Василий Васильевич (1919—1942)
- Миронов, Пётр Моисеевич (1904—1943)
- Митрохов, Василий Кузьмич (1925—2001)
- Мишин, Иван Константинович (1911—1945)

## Н
- Наумов, Пётр Изотович (1915—1987)
- Никулина, Евдокия Андреевна (1917—1993)
- Носков, Николай Иванович (1922—1971)
- новиков Дмитрий Николаевич(1939гр)

## П
- Петров, Антон Ильич (1922—1943)
- Петров Василий Васильевич (1920—1941)
- Платонов, Константин Петрович (1921—1944)
- Платонов, Николай Лаврентьевич (1920—1984)
- Поликанов, Герасим Павлович (1907—1973)
- Потапов, Дмитрий Сергеевич (1923—1945)
- Потапов, Сергей Иванович (1920—1990)
- Приказчиков, Алексей Лукич (1917—1943)
- Пронин, Василий Дмитриевич (1921—2002)
- Пухов, Николай Павлович (1895—1958)
- Пысин, Николай Васильевич (1917—1975)

## Р
- Разин, Виктор Ефимович (1925—1997)
- Родичев, Михаил Матвеевич (1911—1991)
- Романков, Александр Андрианович (1923—1945)
- Романов, Борис Дмитриевич (1924—1980)
- Романов, Семён Фёдорович (1922—1984)

## С
- Савельев, Евгений Петрович (1918—2004)
- Самойлович, Григорий Фёдорович (1914—2002)
- Самохин, Иван Никитович (1925—1991)
- Свертилов, Алексей Иванович (1914—1990)
- Селифонов, Иван Иванович (1922—2019)
- Серёгин, Александр Павлович (1906—1977)
- Сидоренко, Иван Петрович (1915—1943)
- Сидоров, Георгий Семёнович (1918—1990)
- Симоненков, Николай Николаевич (1922—1960)
- Синицын, Даниил Михайлович (1925—1975)
- Соловьёв, Михаил Григорьевич (1917—1943)
- Соломатин, Алексей Фролович (1921—1943)
- Сорокин, Иван Иванович (1915—1943)
- Сорокин, Михаил Михайлович (1925—1997)
- Стефанов, Дмитрий Никитович (1911—1943)
- Стефанчиков, Николай Андреевич (1908—1945)
- Стригунов, Василий Степанович (1921—1989)

## Т
- Тараканчиков, Николай Ильич (1919—1943)
- Тарасов, Пётр Максимович (1911—1997)
- Торчигин, Николай Андреевич (1910—1943)
- Трубин, Иван Степанович (1918—1943)

## Ф
- Фомичёв, Пётр Ильич (1915—1943)
- Фролов, Константин Иванович (1922—1944)

## Х
- Харитонов, Николай Николаевич (1922—1991)
- Химушин, Николай Фёдорович (1922—1943)
- Хлюстин, Пётр Андреевич (1926—1944)
- Хоменков, Николай Никифорович (1923—1944)
- Хрусталёв, Павел Иванович (1922—1944)

## Ч
- Чугунов, Иван Яковлевич (1921—1978)

## Ш
- Шепелев, Николай Фёдорович (1924—1984)
- Шубин, Андрей Сергеевич (1917—1944)
- Шумавцов, Алексей Семёнович (1925—1942)

## Ю
- Юдин, Виктор Михайлович (1923—1985)
- Юрков, Александр Дмитриевич (1915—1988)